# Madyoka Island
Madyoka Island är en ö i Kenya.   Den ligger i länet Kwale, i den södra delen av landet, 500 km sydost om huvudstaden Nairobi. Arean är 0,13 kvadratkilometer.
Terrängen på Madyoka Island är mycket platt.  Omgivningarna runt Madyoka Island är en mosaik av jordbruksmark och naturlig växtlighet.